# クッキープラザ
クッキープラザ（英語: Cookie Plaza）は、埼玉県久喜市久喜中央一丁目の久喜駅桧家ビルに所在するショッピングセンターである。久喜市および白岡市を商圏とする。
2009年（平成21年）11月15日に開業。1階の生鮮館はトップトラストが運営し、生鮮、食品の専門店が入居している。

## 概要

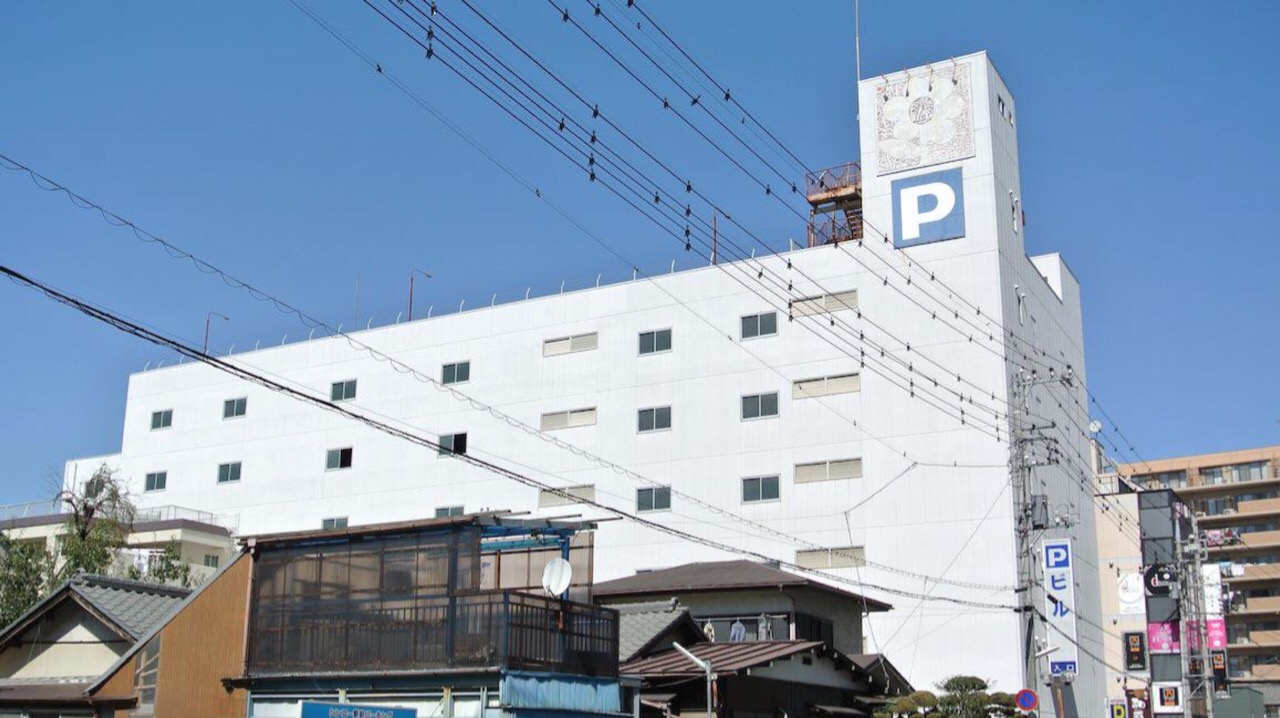
駐車場ビル。屋上には忠実屋のマークが現存。　(※現在は消滅)

久喜駅西口駅前広場北側にある商業施設。1970年代中頃から進められた久喜駅西口再開発事業の中心施設として、1990年（平成2年）11月にサリアビルが開業。ダイエー久喜店（1994年3月までは忠実屋）を核テナントとした商業ビルであったが、2002年（平成14年）5月31日にダイエーは撤退した。その後りそな銀行王子支店久喜駅前出張所が2006年（平成18年）10月10日に撤退、2007年（平成19年）2月に日本中央地所がビルの区分所有権を取得し、建物の解体と住宅・商業複合施設の建設を計画する予定になっていた。
2007年（平成19年）7月から1階に肉のハナマサがテナントとして入り、食品スーパーを営業していたが、ハナマサの経営再建により2008年（平成20年）2月11日に撤退した。ハナマサが撤退してからはみずほ銀行だけが営業していた。
2008年10月30日に日本中央地所から加須市の住宅建築業・桧家住宅に売却され、翌年8月31日に桧家住宅の本社がビル6階へ移転。11月15日地下1階から4階に飲食店、生鮮館、雑貨などのテナントが入居する複合施設、クッキープラザとなった。
また久喜市内、周辺は郊外を中心に競合する大型商業施設が多数立地することもあって 、開店初期には店舗の入れ替えが頻繁にあった。しかし、その後のテナント入居状況は安定し、中心市街地における空きビルのリニューアル成功事例として国の調査でも報告されている。この報告によれば、フロア分割による企業の多様なニーズへの対応、交通の利便性の高さ、北関東への拠点になりうる立地特性が理由として挙げられている。

## 主なテナント
地下1階は居酒屋、ファミリーレストラン、カラオケボックスが入居する飲食店街である。1階は核店舗であり生鮮、惣菜、一般食料品の専門店が入居する生鮮館である。2階は久喜駅へ繋がるペデストリアンデッキが設けられており、喫茶店、保険代理店などの専門店が立地する。3階は書店と100円ショップが立地し、4階は学習塾、スポーツクラブなどが出店している。5階は主にオフィスが入居する。

### 閉店したテナント
- キッズアミューズメント「USランド」- 2013年3月31日で閉店（4階）[13]